# Eparquia de Ujjain
A Eparquia de Ujjain (Latim:Eparchia Uiiainensis) é uma eparquia pertencente a Igreja Católica Siro-Malabar com rito Siro-Malabar. Está localizada na cidade de Ujaim, no estado de Madia Pradexe, pertencente a Arquidiocese de Bhopal na Índia. Foi fundada em 1968 pelo Papa Paulo VI como um exarcado, sendo elevado a eparquia em 1977. Com uma população católica de 4.700 habitantes, sendo 0,1% da população total, possui 42 paróquias com dados de 2018.

## História
Em 29 de julho de 1968 o Papa Paulo VI cria através do território da Diocese de Indore o Exarcado Arquiepiscopal de Ujjain. Em 1977 o exarco é elevado a Eparquia de Ujjain. Desde sua fundação em 1968 pertence a Igreja Católica Siro-Malabar, com rito Siro-Malabar.

## Lista de eparcas
A seguir uma lista de bispos desde a criação do exarco em 1968.
|                   | Nome                      | Período           | Notas             |
| Eparcas de Ujjain | Eparcas de Ujjain         | Eparcas de Ujjain | Eparcas de Ujjain |
| ----------------- | ------------------------- | ----------------- | ----------------- |
| 2º                | Sebastian Vadakel, M.S.T. | 1998 - atual      |                   |
| 1º                | John Perumattam, M.S.T.   | 1977 - 1998       |                   |
| Exarca de Ujjain  |                           |                   |                   |
| 1º                | John Perumattam, M.S.T.   | 1968 - 1977       |                   |